# Ernst-und-Rosa-von-Dombrowski-Stiftungspreis
Der Ernst-und-Rosa-von-Dombrowski-Stiftungspreis wurde 1981 mit einer Stiftung von Ernst von Dombrowski und seiner Frau Rosa als österreichischer Preis für bildender Künstler, Schriftsteller und Komponisten mit Bezug zum Land Steiermark gegründet.
Der Preis wird von der Ernst-und-Rosa-von-Dombrowski-Stiftung seit 1988 vergeben und ist mit 5.000 Euro dotiert.

## Preisträger
- 1988: Alois Hergouth, für Literatur; Hannes Kuegerl, für Musik; Alphons Werner, für Bildende Kunst
- 1989: August Plocek, für Bildende Kunst
- 1990: Heidi Inffeld, Lidija Naar, für Literatur
- 1991: Jörg Martin Willnauer, für Musik
- 1992: Doris Vones-Faschalegg, Gerhard Pilz G.F.E., für Bildende Kunst
- 1993: Kurt Benesch, Alfred Tillich (-2001), Andreas Tiefenbacher, für Literatur
- 1994: Georg Stampfer, für Musik
- 1995: Naira Haidmayer-Geworkian, Herbert Zöhrer, für Bildende Kunst
- 1996: Wolfgang Pollanz, Andreas Renoldner, Karl Mittlinger, Helga Schwarzbauer, für Literatur
- 1997: Jörg Martin Willnauer, Paul Pampichler Pálsson, für Musik
- 1998: Martin Staufner, Fred Höfler, Friedrich Michael Geyer,[2] für Bildende Kunst
- 1999: Elisabeth Ebenberger, Peter Heissenberger, für Literatur
- 2000: Richard Dünser, für Musik
- 2001: Ingrid Copertini, für Bildende Kunst
- 2002: Marlen Schachinger, für Literatur
- 2003: Thomas Wanker für Musik
- 2004: Edith Stütz, für Bildende Kunst
- 2005: Metallkünstler Franz Wieser,[3] für Bildende Kunst
- 2007: Martin Pichler, für Musik
- 2008: Johanna G. Löffler, für Malerei und Grafik
- 2009: Gloria Inffeld, für Bildende Kunst
- 2010: Ulrike Kotzina, für Literatur
- 2011: David Johnston, für Musik[4]
- 2012: Inge Stornig, für Malerei
- 2013: Josef Lederer, für Bildhauerei/Plastik
- 2014: Anna Aldrian, für Literatur
- 2015: Christoph Renhart, für Musik (Komposition)
- 2016: Tamara Kolb, Bildende Kunst (Malerei und Grafik)
- 2018: Theresia Fauland-Nerat, Bildende Kunst (Bildhauerei – Plastik)
- 2019: Hannah Oppolzer, Literatur (Literarische Texte)
- 2020: Magdalena Elisabeth Fürntratt, Musik (Komposition)